# تونل مون‌بلان

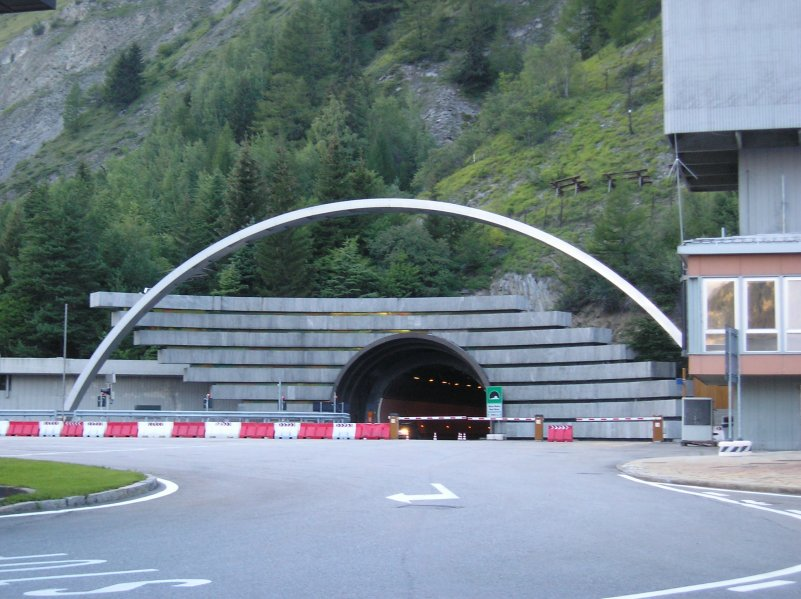
ورودی تونل در طرف ایتالیایی

تونل مون بلان (Tunnel du Mont-Blanc) یک تونل است که شهر شامونی- مون بلان (Chamonix-Mont-Blanc)
در کشور فرانسه را به شهر کورمایر (Courmayeur)در کشور ایتالیا متصل می‌کند. مسیر میان دو شهر را می‌توان حدود ۱۵ دقیقه با خودرو طی کرد.
این تونل ۱۱٫۶ کیلومتر درازا و ۸٫۶ متر پهنا و ۴٫۳۵ متر ارتفاع دارد. تونل مون بلان در عمق ۳۸۰۰ متری رشته کوه آلپ قرار دارد. ارتفاعش در طرف فرانسه ۱۲۷۴ متر و در طرف ایتالیا ۱۳۸۱ است. کار ساخت این تونل در سال ۱۹۵۷ آغاز و در سال ۱۹۶۵ پایان یافت.
در ماه ژوئیه سال ۱۹۶۵ شارل دوگل، رئیس‌جمهوری فرانسه و همتای ایتالیایی‌اش جوزپه ساراگات، تونل مون بلان را افتتاح کردند. مسئولیت این تونل به‌عهده هردو کشور است. دو شرکت فرانسوی و ایتالیایی هر یک مسئولیت نیمی از این پروژه را به عهده گرفته‌اند.
حداکثر سرعت خودروها در این تونل ۷۰ کیلومتر در ساعت تعیین شده‌است. مرز میان دو کشور جایی در نزدیکی ورودی ایتالیا به این تونل است. هزینه عبور از ورودی فرانسه ۵/ ۴۳ یورو تعیین شده. این هزینه از ورودی ایتالیا گران‌تر است. (۲۰/ ۴۴ یورو). در سال ۲۰۱۴، روزانه حدود ۵ هزار خودرو از این تونل گذشتند.
در سال ۱۹۹۹ یک کامیون بلژیکی در تونل مون بلان آتش گرفت. در این حادثه ۳۹ نفر جان باختند. هنوز پس از سال‌ها تحقیق علت حادثه به‌طور دقیق روشن نشده‌است. به احتمال زیاد پرتاب یک سیگار به تونل سبب آتش‌سوزی در محموله این کامیون شده بود. پس از این رخداد تونل مون بلان سه سال بسته بود. تمام بخش‌های تونل به ویژه سامانه‌های ضد آتش‌سوزی آن نوسازی شدند و تونل در سال ۲۰۰۲ میلادی باز شد.